# Lo strano mondo di Minù
Lo strano mondo di Minù (スプーンおばさん?, Supūn Obasan, lett. "La zietta dal cucchiaio"), è un anime giapponese di 130 puntate, dalla durata di circa 7-8 minuti ciascuna e racchiuse in episodi di 25 minuti comprendenti 3 puntate. Prodotto il 4 aprile 1983 fino al 9 marzo 1984 dalla Pierrot, la regia è di Tatsuo Hayakawa e le musiche di Tachio Akano. La serie animata è tratta dai romanzi di Alf Prøysen.
In Italia è stata trasmessa per la prima volta da Rete 4 a partire dal 19 settembre 1985 fino agli anni '90; in seguito l'anime è stato replicato su Italia 1, Canale 5, Junior TV, e Odeon TV, e in seguito anche all'interno del programma Contactoons e sulla syndication Universe con il titolo La signora Minù. La serie è anche disponibile in streaming su Prime Video, e dal 31 Ottobre 2023 su Chili e su Contactoons in versione rimasterizzata e in HD

## Trama
Minù Pepperpot è una donna sposata, ormai pensionata e non più giovane, ma forte di carattere, che vive in un paesino nella campagna norvegese con il marito, il Signor Pepperpot (un tipo buffo, magro e cocciuto con dei baffoni grigi, che fa l'imbianchino quasi pensionato), il suo gatto, di nome Aceto, la sua gallina di nome Cresta Rossa e il suo pigrissimo cane, Saetta, sul finire del 1950.
Nel paesello vivono anche 3 discoli, Prezzemolo (in alcuni episodi chiamato anche Andy), Ortica e Rapa, che, di nascosto dai genitori (mai incontrati nel corso della serie, fatta eccezione per Mint, il padre di Prezzemolo), ne combinano di tutti i colori. Di tanto in tanto, all'improvviso e in modo del tutto incontrollabile, oppure quando riceve uno scossone o si innervosisce con il marito, la signora Minù diventa minuscola grazie agli strani poteri del cucchiaino magico col campanellino che porta appeso al collo e che tra l'altro è l'unico accessorio che rimane di dimensioni immutate. Inoltre, da minuscola, acquisisce la capacità di conversare con gli animali. Quando avviene questo "disguido" e si rimpicciolisce improvvisamente, la signora Minù si trova alle prese con i problemi quotidiani, che deve adesso affrontare in scala ingigantita. Fare il bucato, preparare il pranzo e dipingere un tavolo diventano imprese apparentemente insormontabili, che lei però riesce ad affrontare con la buona volontà e con l'aiuto dei suoi amici animali.
Talvolta, ad esempio, ha a che fare con i topi vichinghi che abitano la sua casa sul tetto, altre volte con i vari animali domestici o del bosco vicino alla sua fattoria; spesso questi animali sono afflitti da un problema, che la signora Minù prontamente riesce a risolvere. Altre volte questi animali sono arrabbiati con la signora Minù, o con gli umani in generale, per come essi agiscano senza tenere in nessun conto l'esistenza di questi esseri più piccoli, e ciò è una tematica che offre spunti di riflessione.
Una volta risolto il problema, per magia Minù ritorna normale, e alla fine dell'episodio ripensa spesso alle cose che ha imparato mentre era piccola, sempre con tanta allegria.
Il marito, il burbero signor Pepperpot, dapprima è all'oscuro del fatto che la moglie si rimpicciolisca, ma nel corso della storia scopre il suo segreto e cerca di aiutare Minù a tenere il resto del suo villaggio all'oscuro del suo "problema". Nel bosco Minù conosce Liulai, una bambina molto particolare che ha per amico un piccolo visone bianco di nome Lu e che vive isolata nel bosco. La sua età esatta e le sue origini non sono mai state svelate, ma potrebbe essere una fatina che conosce i cucchiai magici: inizialmente, infatti, solo la bambina è a conoscenza del segreto di Minù e ha fatto innamorare di sè Prezzemolo, Ortica e Rapa.
La storia non ha un epilogo: semplicemente narra le straordinarie avventure di una vecchietta alle prese con un mondo che in un attimo si fa gigantesco, ma che con coraggio e senza mai perdersi d'animo affronta tutte le difficoltà, aiutando anche chi ha bisogno.

## Personaggi
Ecco l'elenco dei personaggi principali e dei doppiatori che hanno prestato la loro voce ai vari protagonisti. Il doppiaggio italiano è stato diretto da Ottavio Maria Rolandi Ricci, autore anche dei dialoghi italiani.
- Minù Pepperpot: Liliana Jovino
- Signor Pepperpot: Gino Pagnani
- Liulai: Antonella Rendina
- Ortica: Massimo Corizza
- Prezzemolo: Daniela Caroli
- Rapa: Alberto Caneva
- Aceto (il gatto), Saetta (il cane), Olaf Alken (il topo vichingo), Mascella Reale (il lupo): Gino Pagnani
- Buzzi (il calabrone): Giorgio Locuratolo
- Orvinia (la corva) con la sorella Kara Kara: Isa Di Marzio
- Cresta Rossa (la gallina) con i suoi pulcini: Daniela Caroli
- Coda Rossa (la volpe dall'accento francese): Maurizio Reti
- Macchia Nera (il gatto randagio rivale in amore di Aceto): Isa Di Marzio
- Rana Ghiotta
- Patatina (il poppante viziato): Georgia Lepore
- Mirtilla (bambina civettuola sorella maggiore di Patatina): Cinzia De Carolis
- Sig.ra Vienna
- Dorelai (figlia della sig. ra Vienna)
- Mint (il droghiere padre di Prezzemolo), Piti (il postino innamorato di Dorelai): Vittorio Di Prima
- la coppia Karl e Sarah
- Il dottor Sciroppo: Gianni Marzocchi

## Episodi
L'anime è composto da 130 episodi di circa 7 minuti; in Italia è stato trasmesso frequentemente in 43 puntate composte da 3 episodi, ad eccezione dell'ultima puntata. Tuttavia nelle repliche, soprattutto da parte delle TV locali, in vari casi le puntate sono state smontate e gli episodi sono stati trasmessi a 2 alla volta o singolarmente.
| Nº  | Titolo italiano Giapponese 「Kanji」 - Rōmaji                                               |
| 1   | Il cucchiaino magico 「あらら 小さくなっちゃった」 - ara ra chiisaku nac chat ta            |
| 2   | Il cappello smarrito 「なくなったぼうし」 - nakunat ta bōshi                                |
| 3   | La marmellata di fragole 「ドッキリいちごとり」 - dokkiri ichigo tori                       |
| 4   | Coriandoli di colore 「ハチャメチャペンキぬり」 - hachamechapenki nuri                      |
| 5   | La bimba fatata dei boschi 「こんにちは森の女の子」 - konnichiwa mori no onnanoko           |
| 6   | Conigli dispettosi 「子ウサギいたずら作戦」 - ko usagi itazura sakusen                      |
| 7   | Una bambola speciale 「おもちゃの大スター」 - omocha no dai sutaa                           |
| 8   | I vikinghi sono fra noi 「バイキングとの対決」 - baikingu to no taiketsu                    |
| 9   | Il libro di scienze 「忘れん坊のバケット」 - wasuren boo no baketto                         |
| 10  | Baby sitter 「赤ちゃんとデート」 - akachan to deeto                                         |
| 11  | Il ghiottone misterioso 「ルウリィの誕生日」 - rūri? no tanjoo bi                           |
| 12  | Volpe ammaliata, volpe beffata 「ミッケルのさいなん」 - mikkeru no sainan                   |
| 13  | Non tutto il male viene per nuocere 「ナイスデーはハート型」 - naisu dee wa haato gata      |
| 14  | La festa di compleanno 「ふしぎオルガンの名演奏」 - fushigi orugan no mei ensoo             |
| 15  | Sette magiche note 「もくげき者がいた」 - mo ku geki sha ga i ta                            |
| 16  | Un utile tesoro 「べんりな宝もの」 - be n ri na takaramono                                  |
| 17  | Ombre cinesi 「かいぶつゲントウダー」 - kai butsu gentōdaa                                  |
| 18  | Lieto evento 「トンガルがかえしたタマゴv」 - ton garu ga kaeshi ta tamago v                 |
| 19  | Lo spirito del bosco 「モミの木に手を出すな」 - momi no ki ni te o dasu na                  |
| 20  | Concorso di bellezza 「女王さまもいいもんだ」 - jooo sama mo ii mon da                      |
| 21  | Il cavallo vikingo 「モナリザってすてき」 - monariza tte suteki                             |
| 22  | Castori pompieri 「ビーバー消防隊」 - biibaa shooboo tai                                    |
| 23  | La medicina meravigliosa 「ペアーでダンスを」 - peaa de dansu o                             |
| 24  | Il tribunale degli insetti 「クモのさいばん」 - kumo no sai ban                             |
| 25  | Anche i cattivi hanno un cuore 「いじわるご亭主」 - ijiwaru go teishu                       |
| 26  | Posta aerea 「やまねこピュータロー」 - ya maneko pyūtaroo                                   |
| 27  | La fragola timida 「あわてかくれんぼ」 - awate kakurenbo                                    |
| 28  | Col vento in poppa 「あこがれ海ぞく船」 - akogare umi zo ku fune                            |
| 29  | Previsioni meteorologiche 「おお当り！お天気占い」 - oo atari! otenki uranai                |
| 30  | Carpo, pesce gentile 「しんせつ怪じゅうカーポ」 - shin setsu kai jū kaa po                  |
| 31  | Il grande inventore 「びしょぬれゆうびん屋」 - bishonureyūbin ya                            |
| 32  | Raffreddore da gentiluomo 「らくらくせんたく機」 - rakuraku se n taku ki                    |
| 33  | Non disturbare il gufo che dorme 「しかえし水でっぽう」 - shika e shi mizu de ppoo          |
| 34  | La melodia delle pigne 「ふくろうときょうだい」 - fukurō to kyoo dai                        |
| 35  | Un gattino d'amare 「コロンコロン松ぼっくり」 - koron koron matsubokkuri                    |
| 36  | A nascondino nel bosco 「あっちこっち鬼ごっこ」 - acchi kocchi onigokko                     |
| 37  | Rana ghiotta campione di salto 「ハンバーグへ大ジャンプ」 - hanbaagu e dai janpu            |
| 38  | Compere in città 「船のりアルフは見た！」 - fune nori arufu wa mi ta!                       |
| 39  | L'ombrello volante 「目ざまし大そうどう」 - mezamashi dai soo doo                           |
| 40  | Un felice risveglio 「ピンチ！空中せんそう」 - pinchi! kūchū sen soo                        |
| 41  | Nipote visionario 「とんでもニューファッション」 - tondemo nyū fasshon                      |
| 42  | La sveglia... svegliata 「思い出ショートカット」 - omoide shootokatto                       |
| 43  | Attacco alla mongolfiera 「名犬ブービィ」 - meiken būbi?                                    |
| 44  | Brillantina ai fiori d'arancio 「ゴローニャの屋根裏サーカス」 - goroonya no yaneura saakasu |
| 45  | Il mangiatore di lupi 「フロッガーすいえい教室」 - furoggaa sui ei kyooshitsu               |
| 46  | Il circo in soffitta 「ルウのしんぱい旅行」 - rū no shinpai ryokoo                          |
| 47  | La lezione di nuoto 「海を見たドン」 - umi o mi ta don                                      |
| 48  | Tra mare e cielo 「まちがいラブレター」 - machigai raburetaa                                |
| 49  | La lettera d'amore 「大もの魚つり」 - dai mo no sakanatsuri                                 |
| 50  | Con l'amore si vola a Parigi 「ちえくらべ宝さがし」 - chi e kurabe takara sagashi           |
| 51  | La caccia al tesoro 「ブービィの身がわり術」 - būbi? no mi gawari jutsu                     |
| 52  | Un'insolita esca 「とんだヒコーキ大成功」 - tonda hikooki dai seikoo                        |
| 53  | La canzone del mare 「海の歌がきこえる」 - umi no uta ga kikoeru                            |
| 54  | La rivincita del cavallo 「くたびれドライブ」 - kutabire doraibu                            |
| 55  | Charles, poeta vagabondo 「気まま名馬チャールズ」 - kimama meiba chaaruzu                   |
| 56  | Una pungente fissazione 「へんそうひつじ番」 - hen soo hitsuji ban                          |
| 57  | Aceto gatto innamorato 「ゴローニャのラブ・ストーリー」 - goroonya no rabu. sutoorii        |
| 58  | E venne il giorno delle carote 「ご亭主のにがてにんじん」 - go teishu no niga te ninjin     |
| 59  | Una corona in palio 「森の王子コンテスト」 - mori no ooji kontesuto                         |
| 60  | Il principe della foresta 「チップは森の王子さま」 - chippu wa mori no ooji sama            |
| 61  | La zuppa di funghi 「ルウリィのホカホカ料理」 - rūri? no hokahoka ryoori                    |
| 62  | Lo scaccialupi 「子ねずみスーイスイ作戦」 - ko nezumi sūisui sakusen                        |
| 63  | Le rane aerobiche 「かえるのおしゃれ体操」 - kaeru no oshare taisoo                         |
| 64  | Anniversario di matrimonio 「おかしな結婚記念日」 - okashina kekkon kinen bi                |
| 65  | Il cucciolo di corvo 「大好き！ゆうかい犯」 - daisuki! yū kai han                           |
| 66  | Una lettera a sorpresa 「あけてびっくりご用心！」 - ake te bikkuri go yoojin!               |
| 67  | Una perla tra le stelle 「消えた宇宙人」 - kie ta uchū jin                                  |
| 68  | Topi in piscina 「ニアミス・パイロット」 - niamisu. pairotto                                |
| 69  | Voglia di volare 「空を飛べ！パーとピー」 - sora o tobe! paa to pii                         |
| 70  | Gli amici palloncini 「風船おいかけっこ」 - fūsen oi kakekko                                |
| 71  | Un marito distratto 「うっかりご亭主のプレゼント」 - ukkari go teishu no purezento          |
| 72  | La leonessa gentile 「やさしいライオン使い」 - yasashii raion zukai                         |
| 73  | Rossana e il cavaliere nero 「ラブラブ腹話術」 - raburabu fukuwajutsu                       |
| 74  | Paura fra le nuvole 「雪だるまスキー学校」 - yukidaruma sukii gakkoo                        |
| 75  | La via delle stelle 「ドンの家出」 - don no iede                                            |
| 76  | Lo specchio magico 「ご亭主びっくり大ぎょうてん」 - go teishu bikkuri dai gyo ute n         |
| 77  | Cuore di gatto 「ミッケルの失敗」 - mikkeru no shippai                                      |
| 78  | Lo sci... volone 「のら猫ジャックの子守唄」 - nora neko jakku no komori uta                 |
| 79  | La bontà disarma 「秘密を探れ」 - himitsu o sagure                                          |
| 80  | La sorpresa 「となかいロキの大ぼうけん」 - to na kai roki no dai bō ken                     |
| 81  | Alla scoperta del segreto 「ご亭主のなやみ」 - go teishu no nayami                          |
| 82  | Caccia ai biglietti 「おみまいゲキタイ術」 - o mimai geki tai jutsu                         |
| 83  | Invito a sorpresa 「プリョイセンは好敵手」 - puryoisen wa kootekishu                        |
| 84  | Il sasso della discordia 「ようこそわんぱく小屋へ」 - yookoso wan paku koya e               |
| 85  | Castello in aria 「はらはらショッピング」 - harahara shoppingu                              |
| 86  | La casa degli spettri 「こりごり、ゆうれい屋敷」 - kori go ri, yū rei yashiki               |
| 87  | Strategie per un pallone 「ルウリィのナイスキック」 - rūri? no naisu kikku                  |
| 88  | Gli occhiali magici 「ふしぎめがねで何を見た」 - fushigi megane de nani o mi ta             |
| 89  | Un rosso cappuccetto 「人形つかいルウリィ」 - ningyoo tsukai rūri?                          |
| 90  | Un topo nella pasta 「あこがれ！さすらい旅行」 - akogare! sasurai ryokoo                    |
| 91  | Il piacere di viaggiare 「子ねずみじんとりがっせん」 - ko nezumi jin tori gas se n          |
| 92  | La vendetta del fantasma 「おばけのしかえし」 - obake no shi kaeshi                         |
| 93  | Prego, sorrida 「カメラでバッチリ！魔法使い」 - kamera de bacchiri! mahootsukai             |
| 94  | Tanto va la gatta al lardo... 「たのまれた贈り物」 - tanoma re ta okurimono                 |
| 95  | In cerca di stelle cadenti 「流れ星をさがせ」 - nagareboshi o sagase                        |
| 96  | Un clamoroso equivoco 「チンプンカンプンまちがい伝言」 - chinpunkanpun machigai dengon      |
| 97  | Tutti per uno... uno per tutti 「たたかえ！バイキング」 - tatakae! baikingu                 |
| 98  | Pista di ghiaccio 「スケートは楽し」 - sukeeto wa tanoshi                                   |
| 99  | Per amore, dal dentista 「むし歯に泣いたバケット」 - mushiba ni nai ta baketto              |
| 100 | Regali dirottati 「パーとピーの大ぼうけん」 - paa to pii no dai bō ken                      |
| 101 | Scusi ha perso qualcosa ? 「おとしものに手を出すな」 - otoshi mono ni te o dasu na          |
| 102 | Il fantasma vikingo 「子ねずみさまのお通りだ」 - ko nezumi sama no o toori da               |
| 103 | L'arcobaleno 「虹のすべりだい」 - niji no suberi dai                                        |
| 104 | Gimcana vikinga 「ガラクタ自動車レース」 - garakuta jidoosha reesu                          |
| 105 | Buon compleanno 「パーティーは大さわぎ」 - paatii wa dai sawagi                             |
| 106 | Il marito casalingo 「らくがきにご用心」 - raku ga ki ni go yoojin                          |
| 107 | La nave di pietra 「ねらわれた魔法のスプーン」 - nerawa re ta mahoo no supūn                |
| 108 | Lo scioglilingua 「ひとりぼっちじゃつまらない」 - hitori boc chi ja tsumaranai              |
| 109 | Reperti archeologici 「おお忙しエプロンご亭主」 - oo isogashi epuron go teishu              |
| 110 | Un vaso ricercato 「かえってきた宝のつぼ」 - kaette ki ta takara no tsu bo                  |
| 111 | Una stanza tutta per me 「ぶくぶく船あそび」 - bukubuku fune asobi                          |
| 112 | Il principe azzurro 「もてもてダンスパーティー」 - mote mote dansu paatii                   |
| 113 | Il rubagalline 「売られたトンガル」 - ura re ta ton garu                                    |
| 114 | Una volpe zebrata 「えりまきになったミッケル」 - eri maki ni nat ta mikkeru                 |
| 115 | L'aquilotto smarrito 「ルウリィ S.O.S.」 - rūri? S. O. S.                                   |
| 116 | Una strana regina nera 「勝負はまったなし」 - shoobu hamat ta nashi                         |
| 117 | Un gioco per tutti 「とんでけ風ぐるま」 - ton de ke kaze guru ma                            |
| 118 | Il tappabuchi 「おあずけ旅行」 - o azuke ryokoo                                             |
| 119 | Il fiore di neve 「ありがとうキャパ」 - arigatoo kyapa                                      |
| 120 | L'altalena 「ガンバレ！よわむし子リス」 - gan bare! yo wa mushi ko risu                     |
| 121 | Una tranquilla domenica 「ひとりぼちの運動会」 - hitori bo chino undookai                   |
| 122 | Dimostrazioni d'affetto 「とんだアプアプじょうほう」 - tonda apuapu ji?uhō                  |
| 123 | Preparativi per un viaggio 「べんりなシーソーゲーム」 - be n ri na shiisoogeemu             |
| 124 | Le 12 fatiche di... Saetta 「変身！はりきりブービィ」 - henshin! harikiri būbi?             |
| 125 | Coraggio scoiattolino! 「わんぱく挑戦じょう」 - wan paku choosen ji?u                       |
| 126 | Una fame da ridere 「はらぺこキングジョー」 - hara peko kingu joo                           |
| 127 | Lotta all'ultima esca 「あめの日は傘にのって」 - ame no hi wa kasa ni not te                |
| 128 | L'aquila della salvezza 「ゆびぶえをふけ！ルウリィ」 - yu bibueofuke! rūri?                 |
| 129 | Tempesta da topi 「あらしを行くバイキング船」 - arashi o iku baikingu sen                   |
| 130 | I pescatori e l'orso 「がんこご亭主おおあばれ」 - gan kogo teishu oo abare                  |

## Le sigle

### La 1ª sigla italiana:Lo strano mondo di Minù
La prima sigla storica italiana de Lo strano mondo di Minù fu realizzata nel 1985 per accompagnare la prima messa in onda della serie su Rete 4. Con il testo di Alessandra Valeri Manera e con la musica di Gianfranco Intra, questa canzone, intitolata proprio Lo strano mondo di Minù, è interpretata da Cristina D'Avena. La sigla fu pubblicata nel 1985 come lato B del 45 giri de Le avventure della dolce Katy, per poi essere inclusa nello stesso anno in Fivelandia 3, terzo volume della storica collana di sigle edito da Five Record e allora disponibile esclusivamente in LP e MC. Ad aprile 2006 la raccolta è stata ristampata in edizione economica, per cui la sigla è tutt'oggi disponibile in CD.
Questa sigla fu utilizzata nell'edizione in VHS della serie, e fu utilizzata anche per la replica su Junior TV che, oltre alla sigla della D'Avena, utilizzò anche la seconda sigla.

### La 2ª sigla italiana:Minù
Nel 1989/90 Lo strano mondo di Minù approdò sul circuito Odeon TV. In occasione della trasmissione della serie fuori dalle reti Mediaset fu chiesto a Massimo Dorati (che nello scrivere sigle per Odeon era solito firmarsi con lo pseudonimo di "Odeon Boys") di comporre una nuova sigla. Massimo inventò la melodia e per il canto scelse una corista: Erika Papa. Questa nuova sigla, che andò a sostituire la precedente, fu intitolata solamente Minù, nonostante venisse riutilizzata la stessa videosigla, con titolo della serie immutato. Come tutti i brani realizzati da Massimo Dorati per Odeon, anche Minù fu composta solo ed esclusivamente nella sua versione televisiva, ma in realtà in tv venne mandata in onda una versione accelerata (e accorciata) di 01.31 contro i 02.22 del brano in versione originale e integrale. La sigla è stata pubblicata nei vecchi DVD della serie nella sua versione TV, e in versione integrale nel CD promozionale La mia amica sei tu edito nel 2014 dall'associazione culturale TV-Pedia su etichetta Siglandia.
Esiste un'altra canzone dedicata alla signora Minù, incisa negli anni ottanta dai Fratelli Balestra (storici cantanti di sigle, tra le tante Daitarn 3, Muteking, Io sono Teppei..) e pubblicata su un loro Balla Bimbo Balla, mai andata in onda in televisione.

### La 3ª sigla italiana:La signora Minù
A partire dal 2012 i diritti televisivi della serie sono stati acquisiti dalla società Sanver Production, e da allora essa viene spesso replicata sul contenitore Contactoons in onda prima su Telemilano (e per breve tempo su Odeon 24), poi sull'emittente interregionale CaféTV24 e quindi sulla syndication Universe. Queste nuove trasmissioni presentano la serie con il nuovo titolo La signora Minù ed una nuova sigla italiana omonima, scritta e cantata da Santo Verduci e montata su una videosigla prodotta ex novo. La versione utilizzata in TV e nella nuova edizione DVD è interpretata in duetto da Santo Verduci ed Elena Tedde ed è stata pubblicata nel 2012 sul CD Contactoons 2, e in seguito ridistribuita su altri dischi editi da Sanver Production e come singolo digitale. Esiste anche una versione cantata dal solo Santo Verduci, pubblicata in chiusura dello stesso CD Contactoons 2.

### Le sigle degli altri paesi
Così come le prime due sigle italiane, anche quelle degli altri paesi europei hanno conservato le immagini delle videosigle originali giapponesi.
- In Giappone: la sigla iniziale originale giapponese si intitola Yumeiro no Spoon (Il cucchiaino dei sogni colorati), mentre la sigla finale Ringo no Mori no Konekotachi. Ambedue sono cantate da Mari Iijima, l'autore del testo è Takashi Matsumoto, il compositore della musica è Kyouhei Tsutsumi, mentre l'arrangiamento dei brani è stato realizzato da Eiji Kawamura.[4][5][6] Queste due sigle furono occasionalmente trasmesse anche in Italia durante la messa in onda del cartone animato su alcune reti regionali minori.
- In Germania: la serie, trasmessa per la prima volta nel 1995 su RTL2, fu chiamata Frau Pfeffertopf. La sigla, cantata da Erika Bruhn, è la traduzione in tedesco della prima storica sigla italiana Lo strano mondo di Minù cantata da Cristina D'Avena, traduzione effettuata da Michael Kunze, mentre la supervisione dell'incisione della canzone fu curata da Vincenzo Draghi.[7]
- In Francia: la serie ebbe il titolo di Madame Pepperpote, la sigla omonima, di produzione originale francese, scritta da Gérard Elbaze, Yves Elbaze, Jean-Pierre Ducos e Jan Montana, è cantata da Cynthia. Come lato B del 45 giri della sigla fu pubblicata la versione strumentale.[8][9]
- Nei Paesi Bassi, nel Regno Unito e in Polonia, il titolo del cartone fu respettivamente Vrouwtje Theelepel,[10] Mrs. Pepperpot e Pani Łyżeczka.[11] Contrariamente alle altre versioni europee, negli adattamenti in olandese, in inglese e in polacco le sigle furono tradotte da quelle originali giapponesi.

## Edizioni DVD e streaming
La serie è stata pubblicata in DVD per la prima volta con il titolo Lo strano mondo di Minù negli anni 2000, in una serie di dischi distribuiti da varie case editrici e contenenti 6 segmenti ciascuno (ovvero due episodi da 25 minuti). Gli episodi provenivano dai master delle televisioni locali ed avevano la seconda sigla italiana (quella di Massimo Dorati).
Una nuova edizione DVD, con il titolo La signora Minù, è stata poi prodotta nel 2014 dalla Sanver Production e distribuita da Fonola Dischi. Essa è stata direttamente pubblicata in un box unico contenente tutta la serie in 6 dischi: tutti gli episodi, restaurati dai master originali, sono presentati con la nuova sigla di Santo Verduci, ma (come la precedente versione) con il solo audio italiano, senza sottotitoli o contenuti speciali. La stessa edizione è stata poi interamente pubblicata nel 2016 sul canale YouTube ufficiale della Sanver Production, dove è disponibile per la visione libera.
Dal 2020 la serie è visibile in streaming su Prime Video, su sublicenza della Sanver Production e quindi nella stessa edizione comparsa in DVD.
Dal 2023 la serie è visibile in streaming su Chili in versione rimasterizzata HD.